# Antonio Conti
Antonio Schinella Conti (n. 22 ianuarie 1677, Padova, Italia – d. 6 aprilie 1749, Padova) a fost un scriitor și om de știință italian.
În 1715 a fost admis ca membru al Royal Society.

## Opera literară
- 1726: Giulio Cesare;
- 1739: Proze și poezii ("Prose e poesie");
- 1743: Giunio Bruto;
- 1744: Marco Bruto;
- 1748: Druso.

Prin tragediile sale, a fost precursor al lui Vittorio Alfieri.